# 大覺寺 (京都市)
大覺寺（日语：／ Daikaku-ji）是位在日本京都府京都市右京區的寺院，真言宗大覺寺派大本山。又稱嵯峨御所。本尊不動明王為中心之五大明王、開基（創立者）為嵯峨天皇。由嵯峨天皇的離宮所改之寺院，是代代由法親王擔任住持的門跡寺院，與皇室淵源很深。後宇多法皇在此執行院政，也與日本政治史關係深遠。

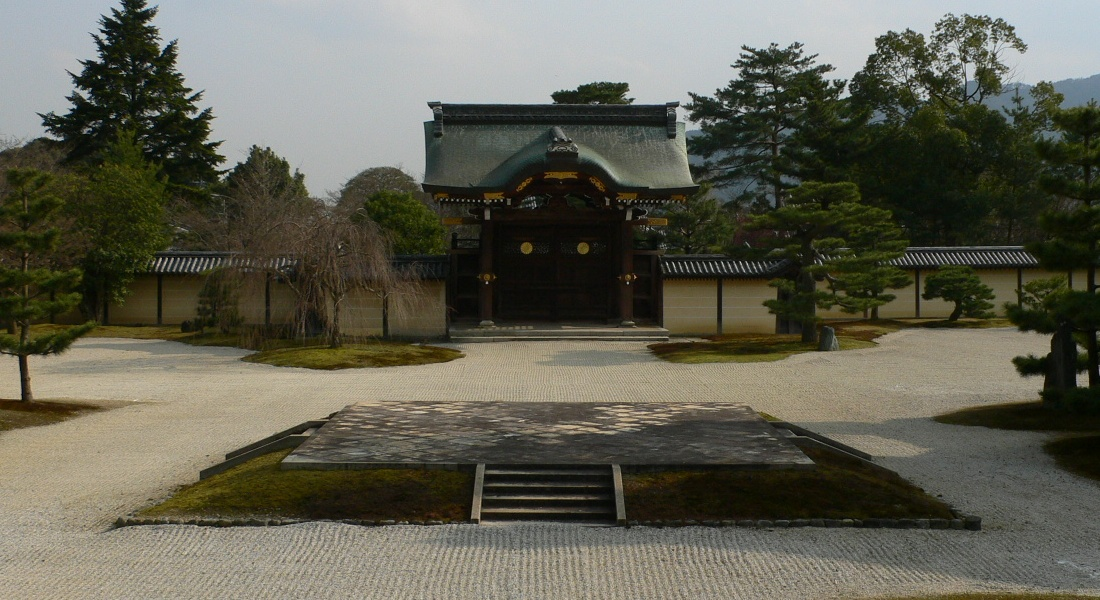
勅使門
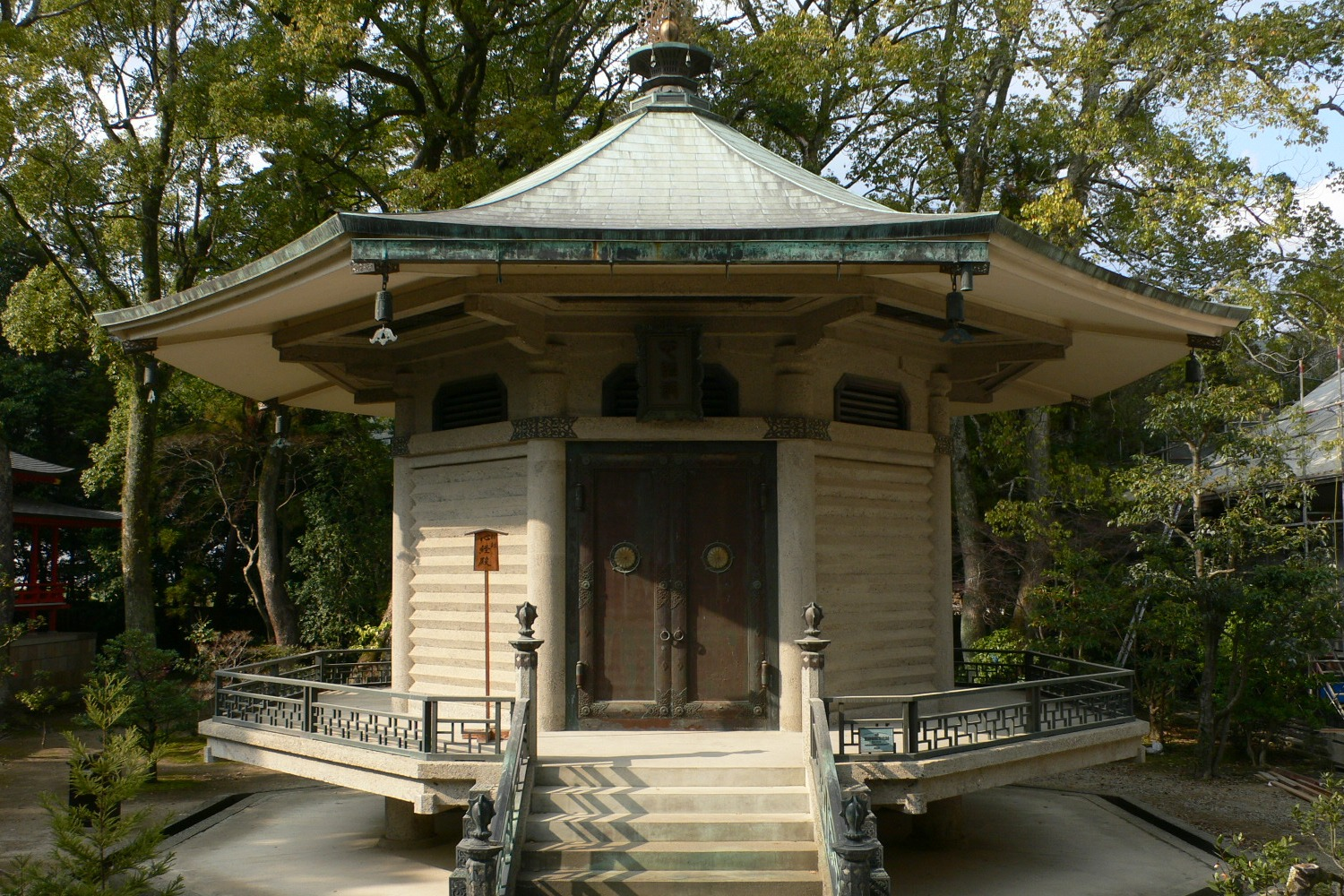
心經殿
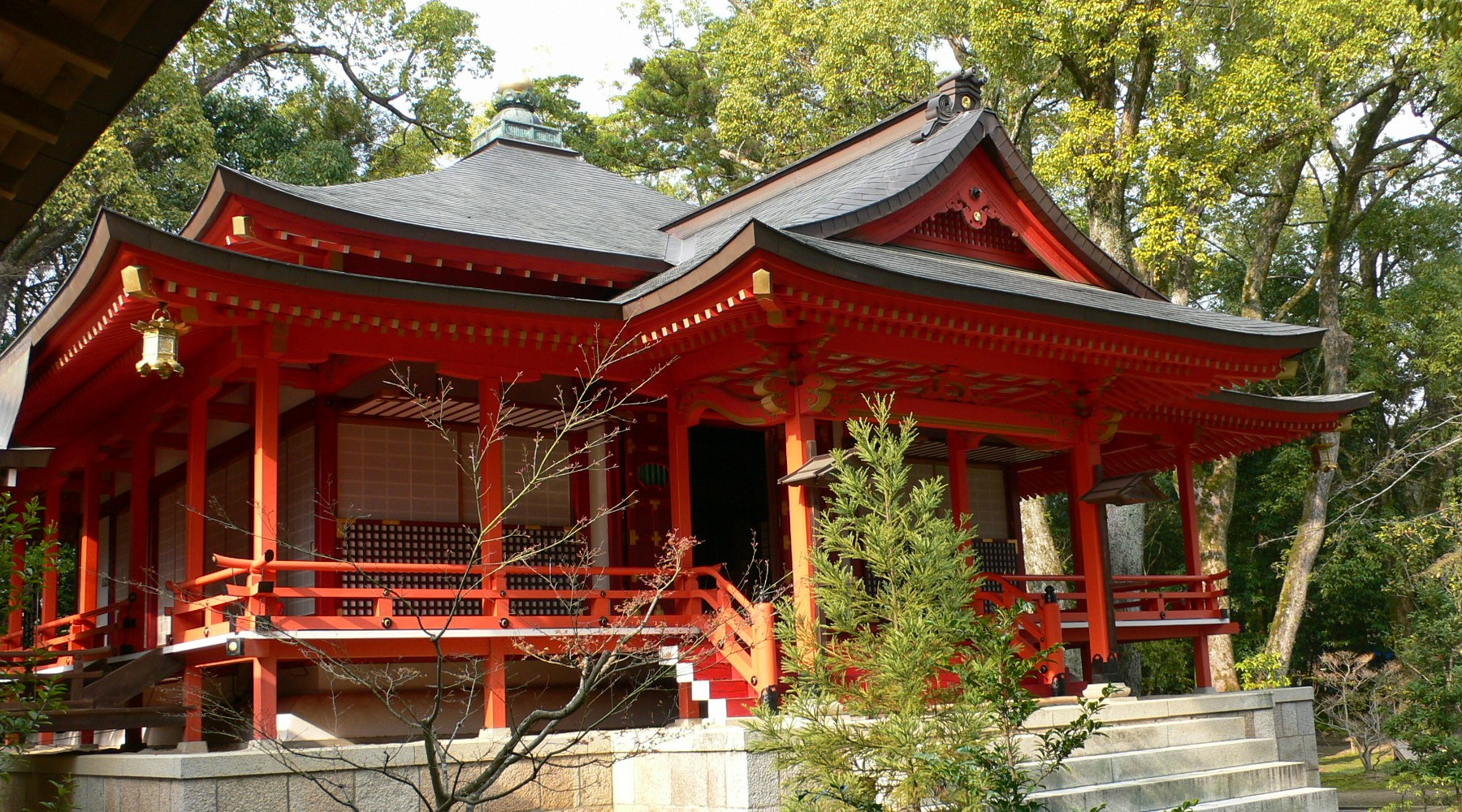
靈明殿

## 關連項目
- 承和之變
- 大覺寺統

## 外部連結
- 大覺寺 （页面存档备份，存于）

1. ↑  . 日本觀光局.   [2024-01-20]. （原始内容存档于2024-01-20） （中文）.